# 194

## Починали
- Песцений Нигер, римски император